# Los amantes astronautas
Los amantes astronautas (internationaler englischsprachiger Titel The Astronaut Lovers) ist eine Filmkomödie von Marco Berger. Der Film mit Javier Orán, Lautaro Bettoni, Mora Arenillas und Iván Masliah in den Hauptrollen feierte im April 2024 beim Buenos Aires Internationales Festival des Independent-Films seine Premiere. Ende Oktober 2024 kam der Film in die argentinischen Kinos.

## Handlung
Pedro, der Sohn eines Argentiniers und einer Spanierin, verbringt die Ferien bei seinem Cousin Juan im Badeort Mar de las Pampas bei Villa Gesell etwa 400 Kilometer südöstlich von Buenos Aires. Er hat in seiner Kindheit vier Jahre in Buenos Aires gelebt, war dann aber mit 14 nach Spanien gezogen. Pedro ist offen schwul.  In dem Strandhaus, das Juans Eltern gehört, trifft Pedro auf alte Freunde. Auch Maxi ist dort, ein Freund aus Kindertagen. Sie verstehen sich auf Anhieb und verbringen ihre Urlaubstage gemeinsam am Strand, im Videoshop und beim Ausgehen. Beim Badmintonspielen mit Pedro trifft Maxi zufällig auf seine Ex-Freundin Sabrina und er erzählt ihr, dass Pedro nun sein Partner sei. Maxi erklärt Pedro, dass Sabrina ihn so nicht länger als den verschlossenen heterosexuellen Mann sieht, den sie verlassen hat und ihn vielleicht zurück will. Maxi und Pedro lassen sich auf ein Lügenspiel ein, das nicht nur die beiden mehr und mehr verwirrt, sondern auch ihre Freunde und Freundinnen amüsiert, weil sie sehen, wie gut die beiden miteinander können und wie sehr sie zueinander passen. Maxi aber spricht weiter davon, dass Sabrina ihm eine neue Chance geben wird, wenn sie sieht, wie sehr er sich verändert hat. Pedro spielt mit, doch bald verwischen sich bei beiden die Grenzen zwischen Freundschaft, Zuneigung und sexuellem Verlangen.

## Produktion
Es handelt sich bei Los amantes astronautas um den siebten Spielfilm des argentinischen Regisseurs Marco Berger, dessen vorherige Filme sich ebenfalls durch das Thema sexuelle Spannungen zwischen scheinbar heterosexuellen Männern auszeichneten.
Die Premiere des Films erfolgte am 18. April 2024 beim Buenos Aires Internationales Festival des Independent-Films. Im Juni 2024 wurde er beim Festival Internacional de Cine en Guadalajara und beim San Francisco International LGBTQ+ Film Festival vorgestellt. Im September 2024 wurde der Film beim Vancouver Queer Film Festival und beim San Sebastian International Film Festival gezeigt. Im Oktober 2024 wurde er beim OUTshine LGBTQ+ Film Festival vorgestellt. Am 31. Oktober 2024 kam der Film in die argentinischen Kinos. Im März 2025 wird The Astronaut Lovers beim London LGBTQIA+ Film Festival gezeigt. Im April 2025 wird der Film beim Sunny Bunny Queer Festival gezeigt.

## Rezeption

### Kritiken
In einer Kritik bei eyesonshow.com wird die grundlegende Botschaft des Films als Selbstakzeptanz und das Annehmen des eigenen wahren Ichs beschrieben, was besonders in Maxis Handlungsbogen zum Ausdruck komme. Sein Weg zur Selbstfindung und zur emotionalen Ehrlichkeit erinnere an die Bedeutung von Authentizität für Beziehungen. Der Film ermutige die Zuschauer, ihr wahres Ich anzunehmen und mit offenem Herzen und Geist nach der Liebe zu streben. Los amantes astronautas sei eine entzückende und herzerwärmende romantische Komödie, die dem Publikum ein Lächeln aufs Gesicht zaubert und ein anhaltendes Gefühl der Wärme hinterlässt und fessele das Publikum mit seinen authentischen Charakteren, mit denen man sich identifizieren kann. Der Film befasse sich auf erfrischend ehrliche Art und Weise mit den Komplexitäten von Liebe und Freundschaft, und die Beziehung zwischen Pedro und Maxi stelle traditionelle Vorstellungen von Männlichkeit und Liebe in Frage. Die sonnendurchflutete Küstenlandschaft, von der Kamera in lebendigen Farben eingefangen, diene als malerische Kulisse für die sich entwickelnde Romanze der Figuren, während das gemächliche Tempo es der Geschichte ermöglicht, sich organisch zu entfalten.

### Auszeichnungen
Festival Internacional de Cine en Guadalajara 2024
- Nominierung für den Premio Maguey
- Auszeichnung mit dem Premio Maguey für die Beste Leistung: Ensemble[4][12]

San Sebastian International Film Festival 2024
- Nominierung für den Sebastiane Latino Award[13]